# ریکی کیم
ریکی لی نیلی (انگلیسی: Ricky Lee Neely؛ زادهٔ ۱۹ ژوئن ۱۹۸۱) که به‌طور حرفه‌ای با نام ریکی کیم (کره‌ای: 리키 김) شناخته می‌شود، بازیگر آمریکایی است. وی از سال ۲۰۰۶ میلادی تاکنون مشغول فعالیت بوده‌است.